# Langue des signes australienne
La langue des signes australienne ou Auslan, est la langue des signes utilisée par les personnes sourdes et leurs proches en Australie. Le terme Auslan est un mot-valise formé à partir d'AUstralian Sign LANguage, inventé par Trevor Johnston dans les années 1980, bien que la langue soit elle-même plus ancienne.

## Histoire
Les premières écoles pour les sourds ont été fondées par les immigrants britanniques sourds en 1860.

## Caractéristiques

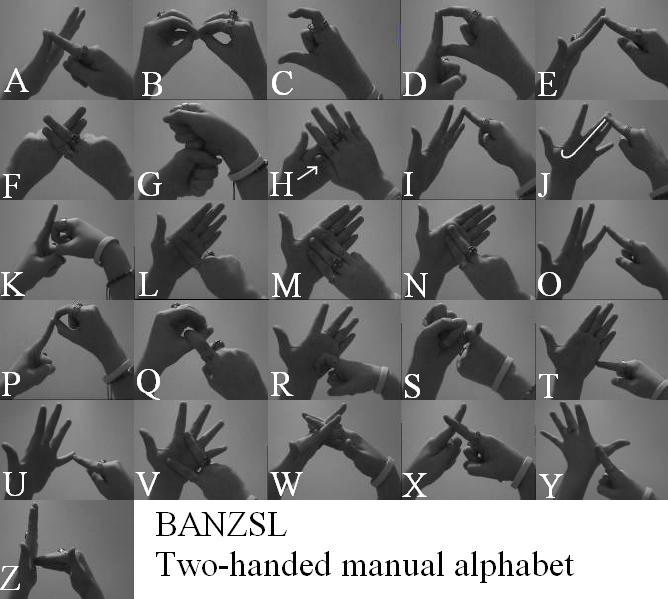
Alphabet bimanuel commun aux langues de la BANZSL.

L'Auslan est liée à la langue des signes britannique, avec des influences des langues des signes irlandaise et américaine. Il existe beaucoup de similitudes structurelles entre les langues des signes australienne, britannique et néo-zélandaise ainsi qu'une forte intelligibilité mutuelle. Les linguistes utilisent parfois le sigle BANZSL (British, Australian and New-Zealand Sign Language) pour se référer à elles comme à un groupe, tout en reconnaissant chacune comme une langue distincte. L'alphabet bimanuel utilisé pour l'Auslan est d'ailleurs celui commun aux langues de la BANZSL.

## Utilisation
L'Auslan est enseigné dans les écoles primaires et est de facto une langue d'identité provinciale en Nouvelle-Galles du Sud. L'anglais signé (en) australien est distinct de l'Auslan et est utilisé par les personnes entendantes pour la communication avec les sourds, notamment pour l'éducation et est utilisé officiellement en Nouvelle-Galles du Sud.
Des interprètes sont fournis dans les tribunaux, pour les élèves universitaires et dans les événements publics importants. Il existe des films, des vidéos, des programmes de télévision, des parties de la Bible ainsi qu'un dictionnaire en Auslan.

### Articles connexes

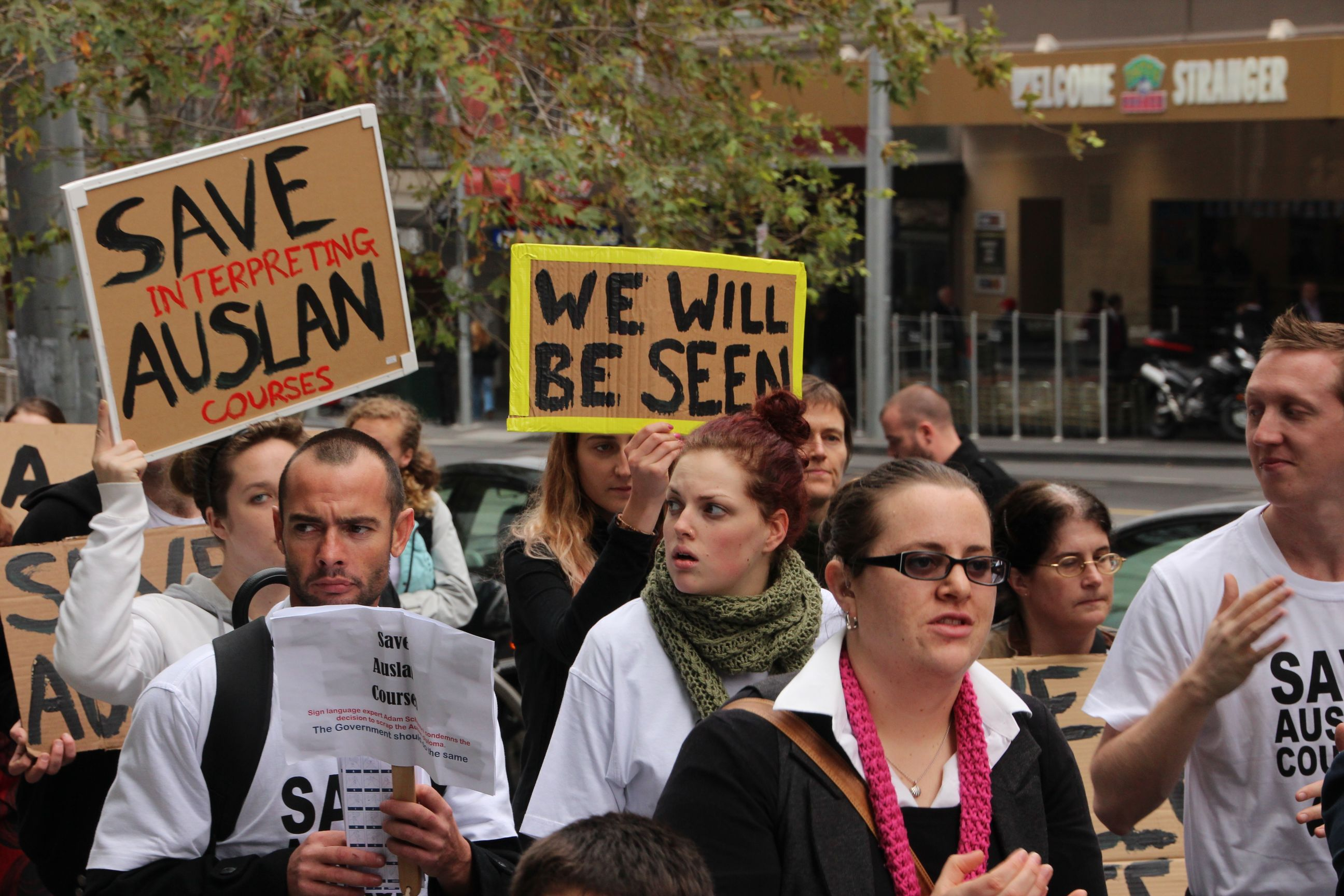
Manifestation de défenseurs de la langue des signes australienne (Auslan) à Melbourne en mai 2012.